# Who's Your Mummy?
Who's Your Mummy? (No Brasil:A Casa das Múmias e em Portugal: Onde Está a Múmia?) é um dos livros da série Goosebumps HorrorLand.

## Enredo
Abby e Peter estão na sala brincando com armas de água quando a vovó Vee diz que eles vão para casa do seu tio Jonathan para que ela possa fazer alguns exames médicos. Ao chegrem na estação de trem, uma mulher fala que escuta ruídos na casa e adverte às crianças a não irem lá, porém Jonathan chega e os leva para sua casa, onde tudo é igual ao egito antigo. Ele mostra uma múmia aqui, outra ali e logo as coisas ficam ruins. Abby mata o gato dele com uma pistola de água, o gato se transforma em pó. Os dois procuram o tio e o acham comendo partes de uma múmia velha, então fojem e encontram um homem tentando capturá-los. Esse homem esteve na casa na noite anterior, mas foi atacado por morcegos e foi embora. Eles são salvos pela mulher que encontraram na estação, que os leva de volta à casa do seu tio. Nessa parte descobrimos que todos tem mais de 2 mil anos de idade e comem partes de múmias para ficarem vivos, e para manter as múmias conservadas precisam de cabelos iguais aos dos dois.
Jonathan está a ponto de cortar o cabelo das crianças, quando o homem que os perceguia aparece para salvá-los revelando ser o verdadeiro Jonathan e que o impostor é na verdade Tuttan-Rha. Após eles destruírem o imposto, sua empregada e a mulher que fingia ser boa, os dois voltam para casa da avó. Ela está doente, e dão-a um pedaço de figado de múmia para que viva por muitos anos.

### Entre em HorrorLand
Abby e Peter foram convidados para o parque do terror, mas Peter recusa o convite. Abby vai sozinha e logo no primeiro dia tem um pesadelo com múmias. Durante um sonho, ela acorda e dá um grito que acorda Michael. Ele vai checar se está tudo bem e acabam ficando amigos. Os dois vão a uma parte do parque dedicada ao Egito Antigo, e ela tem uma pessíma experiência na montanha russa. Após tudo isso, um horror - funcionário do parque - chamado Byron os manda fugir do parque. Abby acha que ele falou sério, porém Michael acha que é uma brincadeira e antes que eles possam questioná-lo, o horror desaparece na multidão.
Os dois são convidados para uma reunião com convidados muito especiais, onde ganham uma ficha para acesso livre e sem filas. Abby se espanta ao ver a figura de uma pirâmide em sua ficha. Após questionar Byron sobre o motivo deles estarem no parque, ele diz para irem ao celeiro dos morcegos, onde todos são atacados por morcegos.